# Hit Park
A Hit Park néven nevezett terület Budapest X. kerületében fekszik, és a Hit Gyülekezete fő összejöveteli helyének, a Hit Csarnoknak nyújt otthont.

## Hit Csarnok
A Hit Csarnok, mely Budapest egyik legnagyobb többfunkciós, fedett létesítménye, 1998 októberében nyitotta meg kapuit. A másfél milliárd forintból épült, 11 ezer négyzetméteres objektum elsősorban a Hit Gyülekezete hitéletét szolgálja, emellett azonban kiválóan alkalmas sportversenyek és kulturális események lebonyolítására is.

## Története
A Gyülekezet 1994 novemberében vásárolta meg a Pietra Épületkerámia Rt.-től a X. kerület, Gyömrői út 63-65. szám alatti, négy és fél hektáros ingatlant, melyen korábban két téglaégető gyárcsarnok üzemelt. 1996. elején a közösség és alapítványa a beruházás lebonyolítására létrehozta a H&H Projects Kft.-t. Az eddig csak bérleményekben létező gyülekezet egyhetes ünnepi istentisztelet-sorozattal 1998 októberében vette birtokba országos centrumát.
Az épület elkészülte nemzetközi viszonylatban is komoly elismerést váltott ki, hiszen a Hit Csarnok Európa legnagyobb pünkösdi-karizmatikus istentiszteleti helye lett.[forrás?] A Hit Park névre keresztelt terület legnagyobb létesítményében 1500 ülőhely található a lelátókon, a több mint két kosárlabdapálya méretének megfelelő, 1800 négyzetméteres küzdőtéren pedig körülbelül 1500 szék fér el. A többlépcsős beruházás első szakasza részben saját forrásból, részben bankhitelből valósult meg. Az első ütemben készült el a több, mint 3000 főt befogadni képes, teljes egészében légkondicionált csarnok, valamint az azt övező parkosított terület, amely 1000 fölötti parkolóhellyel rendelkezik. A beruházás második ütemében készült el a 3800 négyzetméteres, tribünnel ellátott, 1200 fő befogadóképességű Akadémia Csarnok előadótermekkel, irodákkal, díszteremmel.

## Környezet
A Hit Park beruházása ösztönzően hatott szűkebb és tágabb környezetére, így az úgynevezett „barnamezős”, azaz már nem, vagy alig használt ipari területek megújításában. A Hit Park átadását követően a Gergely utcában egy kulturált lakópark és rekreációs központ épült. A Gergely utcában és a Sibrik Miklós úton található elhagyatott, parlagon heverő ipari területeken sorra épültek a szupermarketek. A kihalt és nem túl biztonságos környék megtelt élettel és a közbiztonság is kedvezően változott.

## A Hit Park adatai
Összterület: 7,8 hektár
Hasznos alapterület: 22.100 négyzetméter
Hit Csarnok (I. Csarnok): 6.068 négyzetméter /google map mérés/
Akadémia Csarnok (II. Csarnok): 4000 négyzetméter
III. (felújítás alatt álló) Csarnok: 3400 négyzetméter
IV. Csarnok: 4000 négyzetméter
Hit Csarnok befogadóképessége: 3000 fő
Akadémia Csarnok befogadóképessége: 600 fő
A csarnokok megnyitásának időpontja, műszaki átadás: 1998. szeptember 7.
Tervező: Ripszám János
Kivitelező: Sió-Bau Kft.
Kihasználtság: évi 124 rendezvény
Látogatottság: évi 800 000 fő
Külsős rendezvények: kiegészítő jelleggel, a szabad kapacitás függvényében: vállalati konferenciák, kiállítások
Üzemeltető: H&H Projects Kft.
A rendezvényeket 25 fős állandó személyzet és hetente több száz alkalmi segítő szolgálja ki